# NGC 7195
NGC 7195 este o liner situată în constelația Pegas. A fost descoperită în 9 noiembrie 1884 de către Lewis A. Swift.